# Boleslav IV. Opolský
Boleslav IV. Opolský († 1437) byl opolský, falkenberský a střelecký kníže z rodu slezských Piastovců.

## Životopis
Byl synem opolského knížete Boleslava III. a jeho ženy Anny neznámého rodu. Po smrti otce byl vychováván svým starším bratrem Janem Kropidlem. Jeho strýc Vladislav II. Opolský konspiroval proti polskému králi Vladislavovi II. Jagellovi a byl nucen v roce 1396 přenechat vládu nad Opolským knížectvím svým synovcům. Zatímco jeho bratr Jan Kropidlo se vydal na církevní dráhu a knížectví fakticky nevládl, jeho druhý bratr Bernard Falkenberský se s Boleslavem o nově nabyté území podělil. Bernard si podržel Falkenbersko a Střelecko, Boleslav pak vlastní Opolsko. Boleslav byl ženat s manželkou Markétou z Gorice. Manželé měli spolu čtyři syny a jednu dceru. Zemřel v roce 1437 a je pohřben ve františkánském kostele v Opolí.